# Sarkārābād
Sarkārābād (persiska: سرکار آباد) är en ort i Iran.   Den ligger i provinsen Östazarbaijan, i den nordvästra delen av landet, 500 km väster om huvudstaden Teheran. Sarkārābād ligger 1 596 meter över havet och antalet invånare är 168.
Terrängen runt Sarkārābād är kuperad söderut, men norrut är den platt. Sarkārābād ligger nere i en dal. Runt Sarkārābād är det ganska glesbefolkat, med 43 invånare per kvadratkilometer. Närmaste större samhälle är Kharājū, 15,0 km nordost om Sarkārābād. Trakten runt Sarkārābād består i huvudsak av gräsmarker.